# Onkhészmosz
Onkhészmosz (ógörög Όγχησμος; latin Onchesmos; bizánci Αγχιασμός / Ankhiaszmósz; albán Onhezm) ókori város Épeirosz, majd Macedonia provincia területén, a Jón-tenger partján. A közeli kereskedőváros, Phoiniké kikötője volt. Részlegesen fennmaradt romjai a mai Albánia délnyugati részén, Saranda belvárosában találhatóak. A régészeti helyszín arról nevezetes, hogy itt találhatóak az Albánia területéről ismert egyetlen ókori zsinagóga romjai.

## Története
A város alapításának körülményei nem ismertek. Első írásos említése az i. e. 1. század második feléből, Dionüsziosz Halikarnasszeusz történelmi munkájából ismert, amelyben leírta, hogy a kikötőt Aineiasz apja, Ankhiszész után nevezték el. Sztrabón szintén írt a kikötőről. Az irodalmi említések és a régészeti feltárások alapján feltételezhető, hogy a korai antik időkben Onkhészmosz a közeli gazdag khaóniai kereskedőváros, Phoiniké kikötőjeként szolgált, de jelentősebb lakossággal nem rendelkezhetett. A római hódítás után, bár nem gyarmatosították, az i. sz. 1. században Onchesmos városi népessége megnövekedett. Az ismert régészeti leletek nagy része az ezt követő korszakhoz köthető. Az 5. században Ankhiaszmósz néven püspöki székhely lett, amelyet az 5–6. század fordulóján erődített fallal vettek körbe. Szükség is volt a védelemre: a 6. században többször feldúlták a várost, többek között 551-ben a Totila vezette keleti gótok.
A régészeti feltárások alapján Ankhiaszmósz a 7. század közepére elnéptelenedett. Sokáig azt feltételezték, tűzvész áldozata lett, de ennek régészeti nyomai inkább állhatnak összefüggésben a város többszöri 6. századi feldúlásával. A legújabb eredmények Onchesmos elnéptelenedését a közeli Buthrotum lakóinak elköltözésével hozzák összefüggésbe. Rendkívül töredékes kerámialeletek arról tanúskodnak, hogy a 9. és 11. század között kisebb település állt a korábbi kikötőváros helyén. A keresztes háborúkban részt vett történetíró, Roger of Hoveden 1191-ben már ismét „civitas deserta”-ként említette a települést.
Az 1857-ben itt tartózkodó művész, Edward Lear által felvázolt rajzok alapján a késő ókori városfalak akkor még álltak, és fényképek tanúsága szerint az 1930-as évekig nagy területen láthatóak voltak az ókori Onkhészmosz egyéb romjai is. Időközben a terület régészeti feltárása is megkezdődött: elsőként 1913-ban a görög Dimítriosz Evangelídisz, 1924-ben pedig a közeli phoinikéi ásatásokat vezető Luigi Maria Ugolini dolgozott Sarandában. A második világháború utáni kommunista korszak építkezései nyomán a korabeli romok egy része elpusztult. Az 1980-as években, majd 2000 után albán régészek dolgoztak tovább Onkhészmosz feltárásán. Dolgukat jelentősen megnehezíti az 1990-es évek utáni építkezési láz, Saranda tengerparti üdülőhellyé fejlesztése végleg megpecsételni látszik a régészeti emlékek legtöbbjének sorsát. A 2000-es évekre csupán néhány ókori épület romja maradt fenn mementóként.

## Leírása

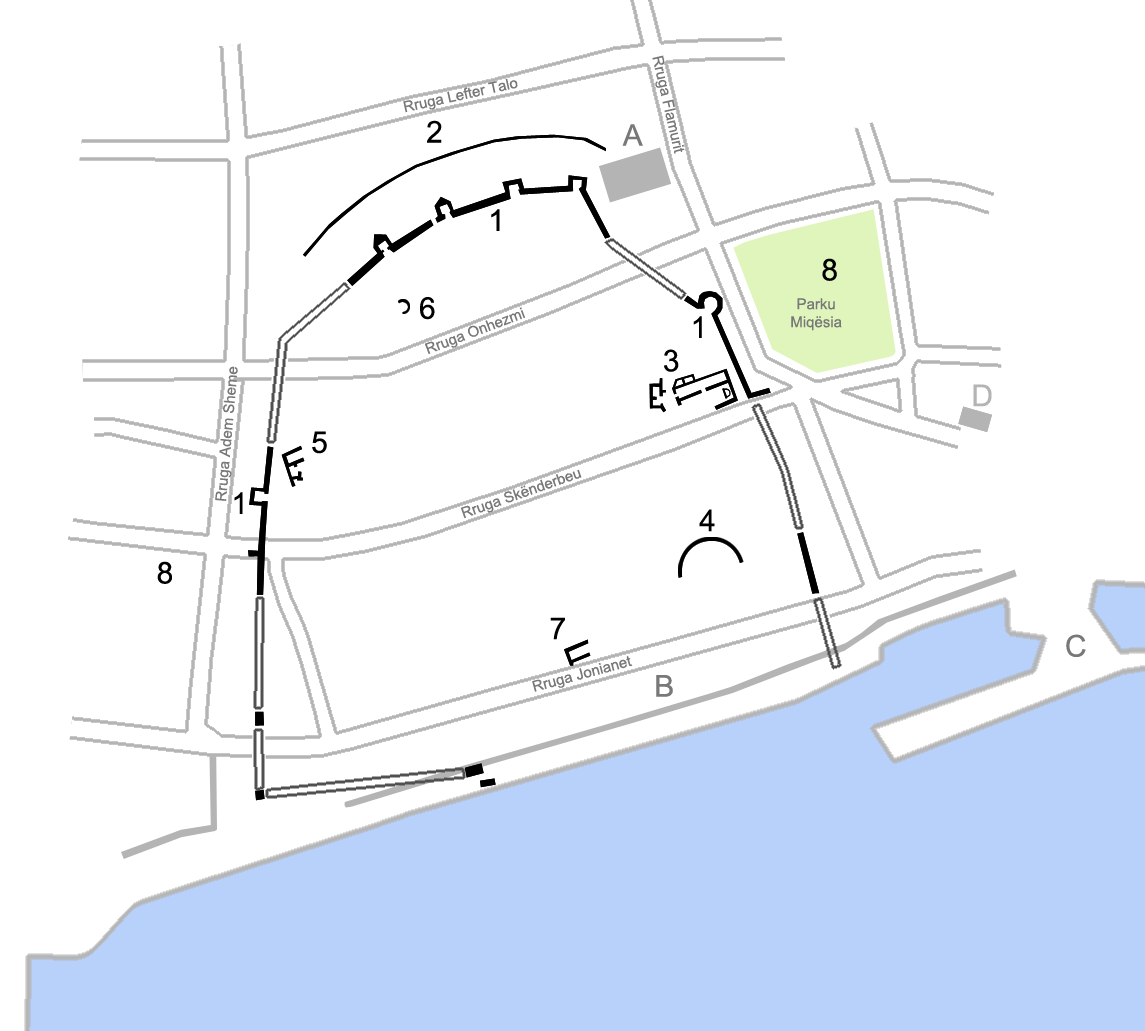
Onkhészmosz ismert romjai a mai Saranda térképére vetítveJelmagyarázat: 1 – városfalmaradványok, 2 – proteichisma, 3 – zsinagóga, 4 – odeon, 5 – mozaikpadlós lakóházak, 6 – ismeretlen rendeltetésű apszisos épület, 7 – ciszternák, 8 – nekropoliszok, A – buszpályaudvar, B – tengerparti sétány, C – kompkikötő, D – Onkhészmosz Régészeti Múzeum

Az ásatások térben és időben szórványos jellegének betudhatóan a város történetének görög korszakából csupán töredékes leletek, a római uralom i. sz. 4. századig tartó szakaszából pedig mindössze néhány épület ismert. Egyebek mellett feltárták egy kisebb színház (odeon) maradványait, több mozaikpadlós római kori lakóépület alapjait (nagy részük i. sz. 2–3. századi), egy nagy ciszternaegyüttest, valamint több római sírt és egy i. sz. 1. századi sztélét. A jelentősebb építészeti emlékek mindegyike a 4. század utáni időre datálható, vélhetően összefüggésben Onchesmos püspöki székhellyé válásával.
Az ismert és ma is látható romok legjelentősebbike az 1980-as években feltárt 5. századi zsinagóga alapjai, amely egyúttal az egyetlen Albánia területéről ismert ókori zsidó templom. Az épület nyugati oldalán kőburkolatú előcsarnok vezetett egy nagyobb, mozaikburkolatú helyiségbe, feltehetően az imaterembe, valamint egy kisebb, szintén mozaikpadlós helyiségbe. Ez utóbbiban tártak fel a régészek egy menórát ábrázoló mozaikrészletet. További kisebb helyiségek csatlakoznak az imateremhez, tárolóhelyiségek és tanulószobák, valamint két kisebb rituális fürdő (mikve), amelyet ciszternákban gyűjtött esővízzel láttak el. A zsinagóga imatermét a későbbiekben kora keresztény bazilikává alakították át, erről vall többek között a felszentelésnek emléket állító, innen előkerült felirattöredék. Jóllehet, a bazilika mozaiktöredékein a keresztény szimbolika mellett továbbra is megjelent a zsidó jelképvilág is (kosszarv stb.). A zsinagóga, későbbi bazilika a 6–7. század fordulóján a város egyéb részeivel együtt a tűz martaléka lett.
További nevezetes ókeresztény emlék az egykori város területén feltárt ún. delfinmozaik, amely további számos lelettel együtt az Onkhészmosz Régészeti Múzeumban (Muzeu Arkeologjik Onhezmi) megtekinthető.

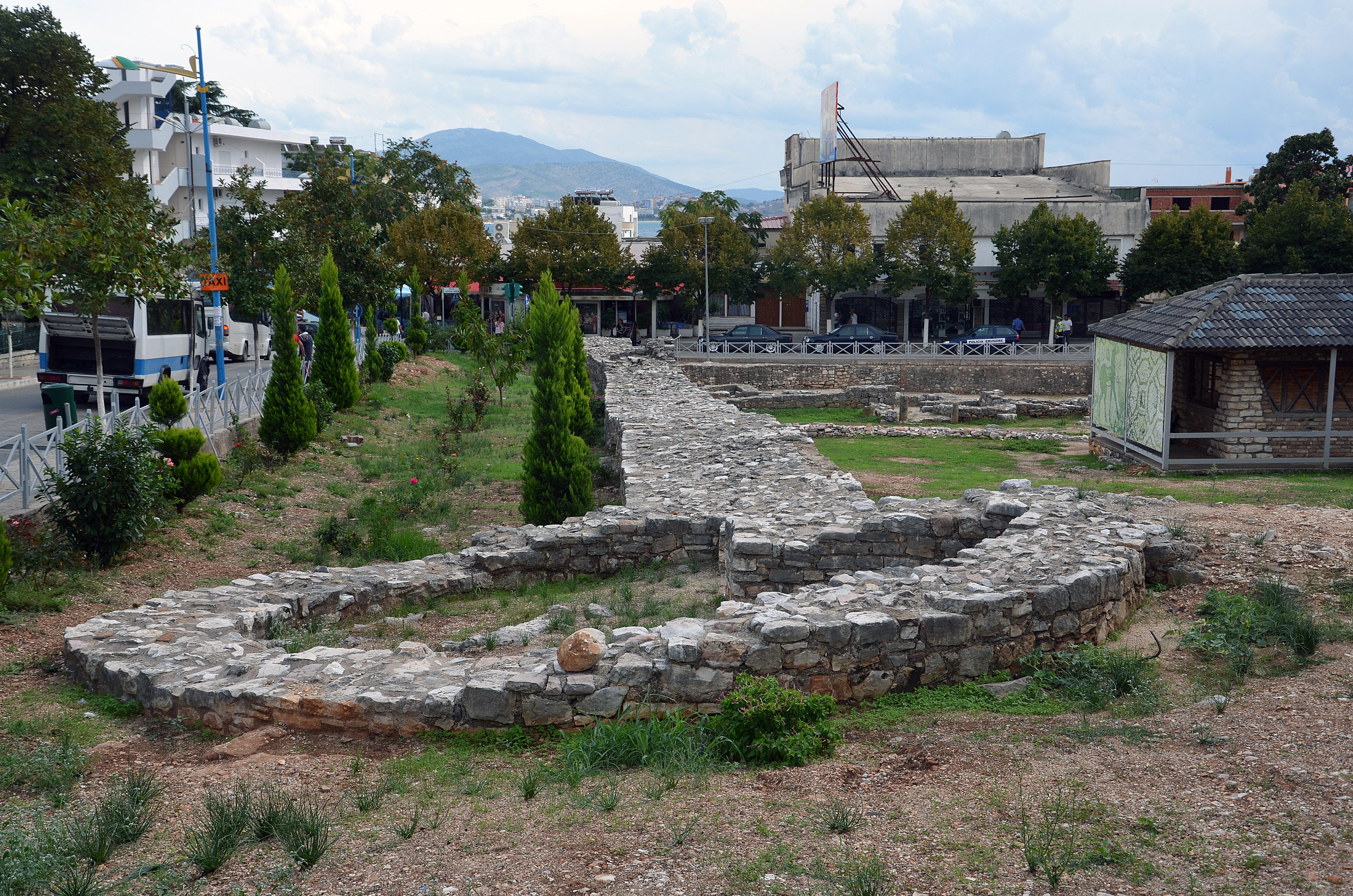
Az ókori városfal maradványai

Feltehetően I. Anastasius uralkodása idején, az i. sz. 5–6. század fordulóján (esetleg valamivel korábban) épült a hozzávetőlegesen U alakú, 6 méter magas városfal, amely délen, a tengerpart felé nyitott volt, s 5 hektáros területet zárt közre. A falat tizenhat toronnyal tagolták, amelyek mellvédjeire a falak mentén futó lépcsősorokon lehetett feljutni. Az északi falszakasz megerősített védelmét egy további alacsonyabb, keskenyebb védőfal (proteichisma) biztosította. A feltárások egyetlen városkapu létezésére derítettek fényt ugyancsak a fal északi szakaszán. A modern Saranda egyes részein – például a Parku Miqësia nyugati oldalában, illetve ettől északra, a buszpályaudvar mögött – ma is láthatóak a korábbi városfalak maradványai.
Saranda belvárosától délkeletre, légvonalban 1,2 kilométerre, de úton egyórányi sétára, a várost övező dombok egyikén áll a Negyven szent temploma (Kisha e dyzetë shenjtorëve) néven ismert épület (é. sz. 39° 52′ 21″, k. h. 20° 01′ 17″39.872500°N 20.021389°E). Onchesmos késő római korszakának egyik kultuszhelye, egy ma már csak romjaiban látható kolostor temploma volt, amely feltehetően az 5–6. század fordulóján épült. A negyven szent vagy más néven a szebasztei vértanúk tisztelete a Balkán egész területén az egyik legjelentősebb kultusz volt ebben a korszakban, de Albánia területéről csupán néhány e kultusznak szentelt templom ismert. Az egyhajós, előcsarnokon (exonarthex) keresztül megközelíthető bazilika apszisos záródású, de két oldalán további három-három apszis tagolja a belső teret. Az épület alatt tíz kápolnára osztott kripta található, elrendezésük körkörös, amely szintén azt a feltételezést erősíti, hogy a kolostor processziójárások helyszíne lehetett az ókor végén. A kripta falfreskói javarészt középkoriak, de néhány architekturális ókori festéstöredék is fennmaradt. A templomot a 9. században részben átépítették. Az épület a második világháborúig meglehetősen jó állapotban maradt fenn, de a háború és a kommunista korszak pusztítását követően az egykori falak között egy modern kápolnaépületet húztak fel, így a kripta kivételével a felszínen már csak romok láthatóak. A közelben tárták fel az egykori kolostor, illetve kisebb kápolnák romjait, valamint földbe süllyesztett, ablakszemes sírkamrákat.